# 藤原邦昌
藤原 邦昌（ふじわら の くにまさ）は、平安時代中期の貴族。藤原北家冬嗣流内蔵権頭・藤原懐忠の子。官位は従五位上・豊後守。

## 官歴
- 長保4年（1002年） 2月16日：見前安芸守[1]

## 系譜
『尊卑分脈』による。
- 父：藤原懐忠
- 母：源清遠の娘
- 妻：内蔵允近枝の娘
  - 男子：藤原邦任
- 妻：源任の娘
  - 男子：藤原邦恒（986-1067）
- 生母不明
  - 男子：藤原邦光
  - 男子：林覚
  - 男子：覚意